# Селивёрстов, Владимир Иванович
Владимир Иванович Селивёрстов (род. 1945) — российский писатель, юрист.

## Биография
Родился 21 июня 1945 года в Котовске, Тамбовская область. Окончил Котовскую среднюю школу № 1, Волгоградскую высшую следственную школу МВД СССР, Академию МВД СССР. В настоящее время проживает в городе Тамбове.
Вырос в семье советских интеллигентов. Отец, Иван Иванович Селиверстов, возглавлял завод в городе Котовске. Мать, Ираида Ивановна Селиверстова, работала заведующей цехами на заводе в городе Котовск. Получили химико-биологическое образование в Ленинграде.
Владимир Иванович Селиверстов работал следователем в Октябрьском отделе РОВД Тамбова, старшим следователем УВД Тамбовской области, был заместителем начальника и начальником Знаменского РОВД, начальником Ленинского РОВД Тамбова. После выхода в отставку из органов милиции в должности начальника штаба УВД Тамбовской области в 1991 году начал активно писать детективные рассказы и повести, публиковать их в газетах и журналах, издавать книги. В настоящее время занят адвокатской практикой. Им выпущено два издания, связанных с профессиональной деятельностью: «Защита по дорожно-транспортным преступлениям» (Тамбов, 1997) и «Взятка: Коммерческий подкуп» (Тамбов, 1997).
Член Союза писателей России с 2002 года.
Первая книга — «Многоликий Высоцкий» — вышла в Тамбове в 1998 году. Часть тиража была закуплена музеем Владимира Высоцкого в Москве. Более трех десятков рассказов и две повести вошли в состав выпусков серии «Тамбовский детектив» (Тамбов, 2000; Липецк, 2002). Детективы принесли автору признание читателей и коллег-профессионалов. Детективы автора отличаются глубиной философско-социального контекста, не теряя актуальности и сейчас.
Владимир Иванович Селиверстов длительное время работает над краеведческо-исторической тематикой: написал две части эпопеи о тамбовском наместнике и пиите Гаврииле Романовиче Державине, цикл романов о губернаторах Тамбовского края. В 2003 году в трех номерах журнала «Подъем» было опубликовано историческое повествование о первом годе пребывания великого поэта правителем Тамбовского наместничества. В 2006 году в Тамбове вышла книга В. И. Селиверстова «Державин — правитель Тамбовский».
В 2004 году в журнале «Подъем» вышел новый роман Селиверстова «Гибель тамбовского триумвирата», рассказывающий о революционерах-террористах начала XX века, убивших по приговору партии эсеров высших должностных лиц Тамбовской губернии. Одним из интереснейших произведений о тамбовских правителях является историческая повесть «Новый губернатор» («Подъём», № 2, 3, 2005). Отдельной книгой повесть под названием «Тамбовский губернатор Безобразов» издана в Тамбове в 2008 году и принесла заслуженную известность автору среди коллег-писателей и читателей. Поддерживал дружеские отношения с писателями из города Воронеж, в частности, с писателем, главным редактором журнала «Подъем» Иваном Ивановичем Евсеенко и писателем Юрием Даниловичем Гончаровым, которые высоко ценили его прозаические произведения. С Юрием Даниловичем Гончаровым вел длительную переписку.
В 2018 году писателю присуждена премия Тамбовской области имени Евгения Боратынского. Данная премия присуждена за создание высокохудожественных произведений литературы. На официальном сайте администрации Тамбовской области отмечено: «Рассказы и повести Владимира Селиверстова публикуются во многих федеральных газетах и журналах Москвы, Воронежа, Тамбова, Липецка, Самары. Основой просветительского творчества писателя является история Тамбовского края и известных деятелей региона. Особенно удались ему такие романы, как „Державин — правитель тамбовский“, вышедший в двух томах, „Гибель тамбовского триумвирата“, „Воевода Боборыкин“».
С 2011 г. Владимир Селивёрстов организует творческие встречи «Трегуляевские среды» на своей даче для коллег по литературному цеху. На «Трегуляевских средах» на протяжении всего времени побывали различные писатели, художники, музыканты, актёры, общественные деятели. Идея создания этого творческого объединения родилась в 2010 году. Вдохновителями и создателями данных встреч являются супруги Селивёрстовы — Владимир Иванович и Алла Владимировна, которые и проводят эти встречи у себя на даче в берёзовой роще посёлка Трегуляй Тамбовского района. Во вторую среду каждого месяца здесь собираются единомышленники, любители прозы, поэзии, песни, любого иного творчества. Но «Трегуляевские среды» — это не только встречи в определённый день недели — в среду, но и среда обитания людей, которые не мыслят свою жизнь без творчества.
В 2017 году выпустил книгу под названием «Сага о Котовске» про жизнь людей в родном городе Котовске с периода его основания до настоящих дней.Книга получила многочисленные отзывы читателей.
Трегуляевским встречам посвящено много песен и даже несколько гимнов.
На протяжении нескольких лет выходит альманах с постоянными участниками «Трегуляевких сред».
Писатель живёт и работает в Тамбове.
В настоящее время работает адвокатом, управляющим партнером адвокатского бюро «Селиверстов и партнеры».В 2006 году дал интервью «Российской газете» под названием «Адвокат своих героев», где поделился творческим процессом жизнеописания тамбовских губернаторов.Практически все адвокаты данного бюро пишут прозу (рассказы, повести) и публицистику.В том числе его внук, Самородов Владимир Юрьевич (адвокат, писатель).
Ведет активную профессиональную и общественную жизнь.Постоянно встречается с читателями, организует различные литературные презентации. Руководит литературной студией в городе Котовске, основал которую писатель Герасин Виктор Иванович.